# هکتور و جستجو برای خوشحالی
هکتور و جستجو برای خوشحالی (انگلیسی: Hector and the Search for Happiness) یک فیلم در ژانر ماجراجویی و کمدی-درام به کارگردانی پیتر چلسوم است که در سال ۲۰۱۴ منتشر شد.

## بازیگران
- کریستوفر پلامر
- ژان رنو
- رزمند پایک
- سایمون پگ
- استلان اسکارشگورد
- تونی کولت
- ورونیکا فرس